# Epimeteo (satélite)

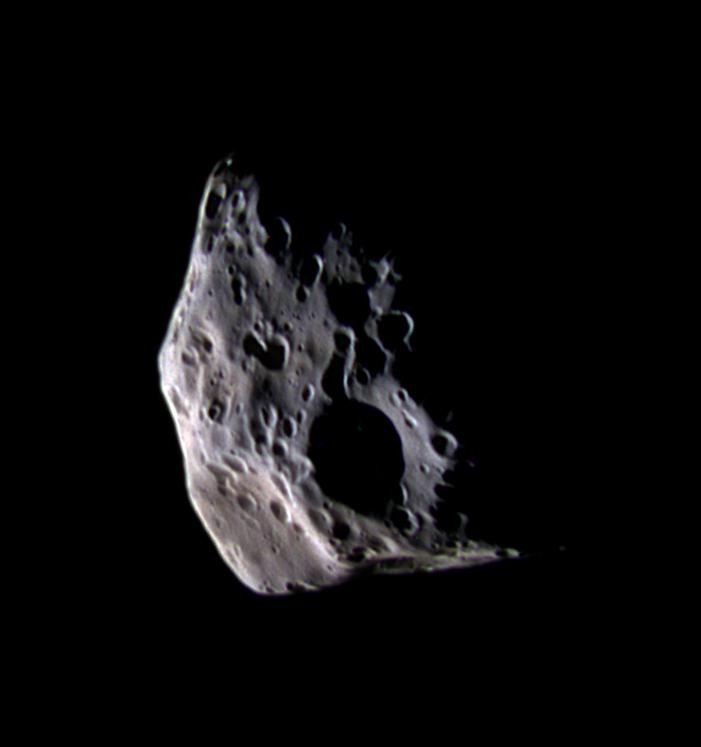
Epimeteo fotografiado por la sonda Cassini el 3 de diciembre de 2007.

Epimeteo  es un satélite natural de Saturno. también conocido como Saturno XI  recibe su nombre del titán Epimeteo. 
Existe también un asteroide llamado Epimeteo. 

## Descubrimiento y órbita
Epimeteo ocupa la misma órbita que la luna Jano. Los satélites de Saturno Epimeteo y Jano que distan en sus órbitas menos que la suma de sus diámetros son satélites coorbitales esto es satélites que giran en la misma órbita. Los astrónomos asumieron que había sólo un cuerpo en esa órbita, y como es evidente es imposible reconciliar las observaciones de dos objetos distintos como un solo objeto. 
Audouin Dollfus, observó una luna el 15 de diciembre de 1966. Al nuevo objeto se dio la designación temporal S/1966 S 2 y Dollfus propuso llamarlo Jano. El 18 de diciembre, Richard L. Walker hizo una observación similar que se acredita ahora como el descubrimiento de Epimeteo. Sin embargo, en ese momento, se creyó que había sólo una luna extraoficialmente conocida como "Jano". Doce años después, en octubre de 1978, Stephen M. Larson y John W. Fountain comprendieron que las observaciones de 1966 se explicaban mejor si hubiera dos objetos distintos (Jano y Epimeteo) compartiendo órbitas muy similares. 
En 1980 las sondas Voyager observaron la existencia de los dos satélites dándole a Jano la denominación provisional 1980 S1 pues en ese momento era el interior y a Epimeteo la denominación provisional 1980 S3 pues en ese momento era el exterior. Aunque el nombre de "Jano" se propuso informalmente poco después del descubrimiento inicial de 1966, no se le dio oficialmente este nombre hasta 1983, al mismo tiempo que Epimeteo recibía su nombre.

## La relación orbital entre Epimeteo y Jano
Epimeteo y Jano son satélites coorbitales, la distancia de Jano a Saturno es 151 472 km y la de Epimeteo es 151 422 km, una separación de sólo 50 km. El diámetro de Epimeteo es 115 km y Jano mide 178 km. Al ir casi en la misma órbita viajan casi a la misma velocidad, pero el satélite interior va sutilmente más rápido que el exterior por lo que lo adelanta lentamente. Parece inevitable que se produzca un choque entre ambos, pero cuando se acercan, su mutua atracción gravitatoria altera su cantidad de movimiento, el satélite interior gana cantidad de movimiento, se mueve hacia una órbita superior y pierde velocidad. El satélite exterior pierde cantidad de movimiento, se mueve hacia una órbita interior donde gana velocidad. En pocas palabras los dos satélites intercambian sus posiciones, el satélite interior se convierte en exterior y empieza a rezagarse. Este hecho se repite cada cuatro años.
El último acercamiento ocurrió el 21 de enero de 2006. Este intercambio de órbitas es hasta donde se conoce único en todo el sistema solar.

## Características físicas

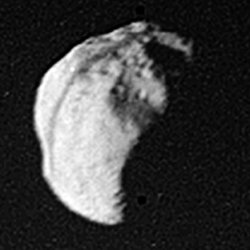
Epimeteo fotografiado por Voyager 1 el 12 de noviembre de 1980

Hay varios cráteres de Epimeteo más grandes de 30 km de diámetro, así como dos grietas, y cordilleras pequeñas y alargadas. La gran craterización indica que Epimeteo debe de ser bastante viejo. Jano y Epimeteo pueden haberse formado de la ruptura de un solo cuerpo para formar satélites coorbitales, pero si éste fuera el caso, la ruptura debe de haber ocurrido muy pronto en la historia del sistema del satélite. De su densidad muy baja y relativamente alto albedo, parece probable que Epimeteo sea un cuerpo helado muy poroso. 
La sonda  Cassini  realizó un sobrevuelo de Epimeteo el 3 de diciembre de 2007.